# Riek Ammermann
Henderika Hermanna (Riek) Veen-Ammermann (Groningen, 1944) is een Nederlands monumentaal kunstenaar en schilder.

## Leven en werk
Ammermann studeerde monumentale vormgeving aan Academie Minerva in Groningen (1962-1967). Ze maakte als monumentaal kunstenaar een aantal reliëfs en wandobjecten in samenhang met de architectuur. Ammermann trouwde in 1967 met de schilder Abel Wicher Veen (1944-2017). Vanaf de jaren 70 legde ze zich meer toe op het maken van tekeningen en schilderijen en gouaches. Ze exposeerde onder andere bij Pictura (1967), het Groninger Museum (1972), de RONO (1973) en De Oosterpoort (1975). Haar werk werd onder meer aangekocht door de Provinciale Staten van Groningen.

## Enkele werken
- 1967 schildering voor eetkamer van de Prins Willem-Alexanderhoeve, Alteveer[4]
- 1967 betonreliëf voor de hal van het kantoor van de Auto Onderlinge, Praediniussingel, Groningen
- 1969 houtreliëf voor de Heidingaschool, Multatulistraat, Groningen
- 1971 baksteenreliëf voor Huize Patrimonium aan de Beukenlaan, Groningen[5]
- 1973 wandsculptuur aan de Acacialaan, Groningen

- RKD-Nederlands Instituut voor Kunstgeschiedenis: 1557